# 本告辰二
本告 辰二（もとい たつじ、1892年〈明治25年〉2月22日 - 1916年〈大正5年〉8月22日）は、大正時代の大陸浪人。川島浪速に師事し、中華民国へ渡航して第二次満蒙独立運動に参加。巴布扎布の軍に所属して戦闘を行ったが、郭家店で戦死した。

## 生涯

### 生い立ち
1892年（明治25年）2月22日、佐賀県杵島郡須古村（現・白石町）にて、父・嘉一郎と母・ケサの元に生まれる。本籍地は須古村大字堤620番地。家は代々に渡り櫛田明神の勅使代を務め、後には佐賀藩の支封である鍋島氏に仕え、士班の長となった家柄であった。また、祖父の忠孝は文武に秀で、父は丹青、母は和歌をよくするという家庭であった。6歳で母を失い、以降は継母により育てられたが、継母からは肉親同様の愛情を受けて養育された。
のちに本告が今村に述懐したところによると、5歳か6歳の頃、他の子供たちと共に、人家から離れた寺の石垣の上で遊んでいた際、一人の子供が転落。他の子供たちがおろおろしている中、本告は鐘楼へ上って鐘をつき、村民を呼び集めた。このことで転落した子供の命は助かり、以来本告は神童扱いされるようになったという。
13歳で鹿島中学校（現・佐賀県立鹿島高等学校）に入学。その後、熊本陸軍地方幼年学校へ入り、第十期卒業生として卒業。1907年（明治40年）、または1909年（明治42年）9月に、東京陸軍地方幼年学校に入学した。
在学中は文学・歴史・地理の書籍を好んで読み、暇があれば林間で静坐したり、木剣を振ったりして鍛錬に勤しんでいたという。一方で数学や外国語には力を注がず、訓戒を受けても意に介さなかったため、1910年（明治43年）の進級時には留年となり、1912年（明治45年）5月の卒業の頃になって退学せざるを得なくなった。または、退学の理由は義憤により人を殴ったためともされる。
区隊長の川上眞中尉は、本告を有為の材であるとしてこのことを惜しみ、校長の松浦寛威も同様であったため、知人の川島浪速に依頼して本告の指導を依頼した。今村貞治は、先輩である川上から「本告の英語の点数がまずく、落第に決定した。これで落第が二回連続だから、校則によって退校処分になってしまった」と連絡され、急なことで行く宛てがないから、知人だという川島浪速に頼んでくれないか、と依頼があったとしている。今村は本告を川島へ紹介し、本告は川島宅で書生になることとなった。また、善隣書院へ入って支那語を学ぶこととなり、また書院附属の清溪塾に寄宿して、院長である宮島大八からも教授を受けた。
1913年（大正2年）3月、輜重輸卒として第十八師団に召集され、3ヶ月の服務に従事した。その後再び清溪塾へと戻った。

### 阿部守太郎暗殺事件
1913年（大正2年）9月5日、善隣書院における知人であった宮本千代吉（21歳）が、岡田滿（18歳）と共に外務省政務局長の阿部守太郎を暗殺する事件を起こした。事件後、宮本は善隣書院へ戻り、本告に事件のことを打ち明けて善後策を相談。相談を受けた本告は支那への亡命を勧め、岩田愛之助の元へ相談に行ったほか、逃走する宮本に洋服や鞄を与えるなどの便宜を図った。
宮本は渡航のために大阪へ潜伏している最中、3回に渡って本告へ暗号電報を発信し、書留郵便1通を郵送している。11日の午後、本告が3通目の電報を解読しているところへ刑事らが踏み込んで電報と書簡を押収し、本告を連行。12日朝には宮本も逮捕された。
茶原義雄は、逮捕後の本告は弁護士から弁明を勧められても「面倒臭い」として、自己弁護の言を一言も口にしなかったとしている。また、「士族」と書けば刑期が軽くなると言われても「どうでもいゝ」としか答えなかったともされる。
1913年（大正2年）11月29日、宮本ほか4名に対する予審が終結、予審決定書が発表され、宮本は殺人、岩田は殺人教唆、鬼倉・眞繼・本告は犯人蔵匿により公判に付されることとなった。
1914年（大正3年）3月26日に第一回の公判（裁判長：小川悌）、4月27日に続行公判があり、乙骨半二検事は続行公判の論告において、「本吉（ママ）は宮本等が逃亡の為めあらゆる手段を講じて世話をしたるものにして三人中最も犯状の重きものなり」とし、懲役1年を求めた。5月9日に小川裁判長より判決の言い渡しがあり、宮本・岩田は無期懲役、鬼倉・眞繼は罰金80円、本告は懲役1年（執行猶予3年）に処せられることとなった。
また同年、青島戦役のため召集される。輸卒として再度第十八師団に所属し、龍口に上陸したが、この際に善隣書院で学んだ支那語が役に立ち、顕著な功績を上げたとして、勲八等瑞宝章を贈られている。

### 満蒙独立戦争へ
1916年（大正5年）秋、川島に従って大連へ赴き、旅順の肅親王邸に滞在して、第二次満蒙独立運動に参加する。更に晩秋には川島の命により、哈拉哈にある巴布扎布の軍営に赴く。この際、「秦高秋」との偽名で変装し、奉天から哈爾浜を経て海拉爾、更に哈拉哈に到り、巴布扎布の本営に辿り着いた。陣中でも本告は厳しく身を持し、蒙古人からも敬信される存在となった。暇があれば蒙古人から言葉や文字を熱心に習ったという。
7月1日に巴布扎布は進軍を開始。本告は浪速の弟の川島量平と共に、肅王の第七子の憲奎王の護衛をしつつ前進した。23日には突泉で呉俊陞の軍を撃破したが、この際に若林龍雄が戦死。本告は激しく憤慨し、先鋒隊に加わることを要望したが容れられず、引き続き憲奎王護衛の任に当たった。
蒙古軍は敵軍の掃討を続けながら、8月14日に郭家店へと到着した。このとき本告は最前線におり、旧郭家店の奉天軍を襲撃して激戦が続く中、勝敗が容易に定まらないことに焦れ、自ら炸弾を携えて敵の占拠地点を襲撃し、これを爆破している。このようにして蒙古軍は躍進し、新旧郭家店を占領するに至っている。
本告は死の数日前から、死期を悟ったのか同志に「日本の同志に一語言ひ残して置きたい事がある。それを済まさなければ未だ死ねぬ」と洩らし始めたという。8月19日に山田悌一の訪問を受けた際には、喜びながら「遺言だからよく聴け」「実は待つて居つた。貴公に伝へて置けば大丈夫だが、国に帰つたならば、どうか同志の諸君に申して貰ひたい。満蒙々々といふ心ない論客の言葉に誤られる有為の青年が多いが、折角志すならば、願はくばモウ少し腹を練つてからにして呉れと。」と山田に伝えたという。このときの言葉は、「……大陸の問題は実に大業である、真に正心誠意の人にあらずんばこの任にあたることは出来ないのである。区々たる功名にかられ、血気の行為では到底成功は期し難い。どうか今後は此の意味を以て青年諸士に告げ、良く自重して望まれることを希望してやまぬ」とも伝えられる。
山田にこの言葉を伝えた後は「モウ何時斃れてもよい」として、変わらず戦闘を続けていた。

### 戦死
8月21日、支那軍が3,000の敵兵で逆襲してきたが、本告は大尉の入江種矩と共に僅か30騎でこれを退け、「其の勇猛果敢は軍中随一」と称せられた。この際、砲弾が日本人居住地に落下し非常に危険であったため、在満鉄道守備隊が両軍に停戦を命令。蒙古軍はこれに応じて撤退したが、支那軍は約を破って22日未明に襲撃を行い、蒙古軍を包囲して発砲した。このときに本告は腹部に銃弾を受けたが、経緯としては占拠した家屋の中にいて標的になったとも、弾丸が降り注ぐ中、自ら危険な地点まで突撃した際の負傷ともされる。
會田（1936）によれば、本告は巴布扎布と入江が旧市街で戦闘の指揮に当たっているところへ、白馬に跨り、片手で腹を押さえつつ前線から後退してきたという。その際、顔面は蒼白で目は血走っており、入江を見ると「元気を出さうと思つても、腹を貫かれて仕様がありません」と言った。見ると腹から流れた血が鞍を染めており、入江はすぐに高橋予備特務曹長に命じて、本告を新郭家店の繃帯所へ連れて行かせた。川島量平や山田悌一が手厚く看護したが、翌22日の夜明け、午前4時20分に死亡した（24歳没）。
繃帯所に収容された後、同志が手を握ると、微笑して何か言おうとしたが、言葉が出ない様子であったという。しかし一語も苦痛を訴えることなく、静かに絶命した。一方で死の間際に同志を呼び、「嗚呼今のは夢であつたのか、広々とした野原に美しい草花を眺めて歩いてゐた」と言葉を発したともされる。

## 死後
川島は本告の戦死を聞くと、「草染英雄血。風飄烈士魂。茫々沙漠夕。片月照崑崙。」との詩を捧げて弔った。1917年（大正7年）秋には、川島は自身の故郷である信州の大雲寺で、今村貞治・伊達順之助・川島芳子らと共に法要を営んでいる。十五年忌に当たる1931年（昭和6年）には、「浩々散士今何往。劍亡詩在轉泫然。一膓一詠感何極。秋去秋來十五年。」と詠んだ。
宮島は8月21日を本告の追悼日として、例年善隣書院の者らと共に一堂に会しており、この集まりは1941年（昭和16年）の時点でも続けられていた。
また、有志により郭家店には「巴布扎布公園」が設けられることとなり、公園の中心には友人の鈴木薫二大尉の発起により、本告の碑が建てられた。また、郭家店駅の西方墓地には「浩々散士本告辰二君之墓」と記された墓標が建てられたとされる。

## 人物

### 人物評
宮島の述懐によれば酒が好きで、身体つきも、西郷隆盛を髣髴とさせるものだった。宮島は「本告は少しのわだかまりをも持たない、光風霽月の文句がピツタリ嵌る男だつた。酒が好きでね。蒙古陣中、戦死を覚悟して「われ死なば酒をたむけよ胡人大和島根の花はなくとも」と歌つたが、斯の男にして斯の歌ありと云ふべきだよ」と述懐している。眞繼義太郎は本告を「寡言卒直、稀に見る好青年」とし、だからこそ阿部暗殺事件の際にも、宮本にとって犯行の秘密を打ち明けるに足りる数少ない人物であったとしている。
今村は中央幼年学校時代の話として、本告が「兎をもらったから、調理して持ってきました」と夕食の味噌汁の中に肉を入れたが、食べたところ酸っぱい味であったため本当は何かを尋ねると、黒猫の頭と皮を出してみせたという話を記し、「あきれた武夫がいるものと、この時は度胆を抜かれた」と記している。

### 詩歌創作
文藻に秀で、漢詩・和歌・俳句を多く作った。号は「浩々散士」のほか、一竿釣徒、浩々齋、四海呑吐樓、枕月釣客、風雲齋、眼中無人齋、回天猛士、鐵骨士、拔山蓋世樓、七十二峯、秦高秋、詩酒清狂樓、龍吟庵、五丈原、楚狂生、晴耕雨讀樓、枕月漁郎、枕月狂客、枕月耕夫、枕月道士、枕月臥雲、筑紫二郎、などがあった。
今村によると、当初の本告の漢詩は平仄や韻のない漢字の羅列に過ぎなかったため、一緒に神田で参考書を買いに行き、作法を教授したという。すると本告は非常に熱心に勉強し、やがては「私のとても及ぶところに非ず、幾多の維新志士に匹敵する詩」を作るようになったという。阿部暗殺事件で未決監に収監されていた際にも、筆記具がない中、燐寸の切れ端で紙片に文字の痕をつけて、詩を作り続けたとされるほか、蒙古の陣中でも多くの作を物している。
升允は本告の詩を「此の詩は実に天才である、今は尚未製品であるが、他日功夫が積まれたならば到底自分の及ぶ処ではない」と称賛していた。また、宮島は本告の詩歌を「神技だ」と賞していた。例として以下のような詩歌がある。
今村は、本告の詩の大半は「戦災で消失したらしい」としている。「我死なば……」の一首は、例年8月21日の追悼日の集まりで、いつも席上に、宮島が自筆で清書したものが掲げられていたという。